# Cilibia
Cilibia is een Roemeense gemeente in het district Buzău.
Cilibia telt 1912 inwoners.